# 小酒店
《小酒店》（或譯《酒店》、《小酒館》等），法國寫實主義作家左拉的《盧貢-馬卡爾家族》系列小說的第七部，發表於1877年，是一部研究酗酒後果的小說，把第二帝国时期巴黎下层人的生活描写得靈魂活現，一開始是在「公共福利報」上連載，引起轩然大波。文艺批评家阿尔塔·米罗的批評說：“这不是现实主义手法，这是肮脏描写；这不是裸体展示，这是色情表演。”不久停止刊載，但這部小說赢得了福楼拜、莫泊桑、龚古尔兄弟的讚美，因此甫一出版即造成空前的銷售量，使左拉一舉成名。

## 内容简述
小說內容描述一位名叫古波（Coupeau）的老實人，原本是勤懇的蓋房頂工人，跟妻子洗衣婦綺爾維絲（Gervaise）·馬加爾努力的工作存錢，開了一家洗衣店，又生了小女兒娜娜（Nana），一家人過得快樂的生活，每逢星期日夫妻倆會去聖杜安散步。但一天古波在工作時從醫院的屋頂上摔下，受傷期間酗酒不事勞作，使家庭關係向入危機，綺爾維絲無法忍受前任情夫朗蒂埃 (Lantier) 又來糾纏她，因為生計困難，竟墮落到企圖賣淫的地步，最後跟著古波一起借酒消愁。他們的安娜·古波小時候目睹母亲与朗蒂埃偷情的場景，在心裡深處種下放蕩的個性，喜歡打扮花枝招展，在十五歲那年作了花店的學徒，因無法忍受醉酒的父親暴力相向，最後與一名商人私奔，成為左拉第九部作品《娜娜》的原型，而這樣的悲劇一直延續著。

## 标题解析
“L'Assommoir”(下等酒店) 一詞很難精準被翻譯出來，原意是十九世紀末巴黎一個頗為流行的俚語，等同於法文動詞中的assommer（震惊、威胁），意思是“酒精作用於人”。英文翻譯家試著用“The Dram Shop”（小酒店）, “The Gin Palace”（琴酒殿）, “The Drunkard”（酒鬼）等句子來表示，但都不夠傳神，於是今日的譯本大多保留其原文。

## 外部連結
- 1956 年所拍法語片 Gervaise （页面存档备份，存于）  是一部忠於左拉此原著（L'Assommoir）的小說電影, 評價很高。曾榮獲多項殊榮，包括1956 年威尼斯影展首獎。